# Shaun Taulbut
Shaun Mark Taulbut (ur. 11 stycznia 1958 w Portsmouth) – angielski szachista i autor książek o tematyce szachowej, mistrz międzynarodowy od 1978 roku.

## Kariera szachowa
W 1974 r. podzielił I m. w mistrzostwach Wielkiej Brytanii juniorów do 16 lat, natomiast w 1977 r. zdobył w Brighton tytuł wicemistrza Wielkiej Brytanii (zwyciężył wówczas George Botterill). Największy sukces w karierze odniósł na przełomie 1977 i 1978 r. w Groningen, gdzie zdobył tytuł mistrza Europy do 20 lat. W 1978 r. zdobył w Meksyku tytuł drużynowego mistrza świata w kategorii do 26 lat. Kolejny sukces odniósł w 1981 r. w Kopenhadze, dzieląc I m. (wspólnie z Petyrem Welikowem i Tomem Wedbergiem) w otwartym turnieju Politiken Cup. W tym samym roku podzielił II-IV m. w Nowym Jorku, natomiast w 1982 r. powtórzył to osiągnięcie w Londynie (za Williamem Watsonem, wspólnie z Jonathanem Tisdallem i Markiem Hebdenem). W 1983 r. zakończył karierę szachisty.
Najwyższy ranking w karierze osiągnął 1 lipca 1982 r., z wynikiem 2465 punktów dzielił wówczas 9-10. miejsce wśród angielskich szachistów.
Jest autorem wielu książek o tematyce szachowej, przede wszystkim poświęconych teorii debiutów.

## Publikacje
- French Defence, Tarrasch Variation (1980), wspólnie z Raymondem Keene'em
- Play the Bogo-Indian (1985)
- How to Play the Nimzo-Indian (1986)
- Chess Exchanges (1986)
- How to Play the Ruy Lopez (1987, II wyd. 2004)
- How to Play the Caro-Kann Defense: Primary Level (1988), wspólnie z Raymondem Keene'em
- An Introduction to Chess (1989)
- Positional Chess (1990, II wyd. 2004)
- How to Play the French Defence (1991)
- Winning With the Scandinavian (1993), wspólnie z Ronem Harmanem
- How to Play the Nimzo-Indian Defence (1993, II wyd. 2003), wspólnie z Raymondem Keene'em
- The New Bogo-Indian (1995)